# 温特巴赫 (巴登-符腾堡州)
温特巴赫（德語：Winterbach，發音：[ˈvɪntɐˌbax]）是德国巴登-符腾堡州斯图加特行政区雷姆斯-穆尔县的市镇，总面积17.10平方千米，2023年12月31日总人口为7,686人。